# Campionati del mondo di atletica leggera indoor 2024 - Pentathlon
La gara del pentathlon dei campionati del mondo di atletica leggera indoor 2024 si è svolta il 1º marzo.

## Podio
| Pos.    | Atleta        | Nazionalità | Misura  |
| ------- | ------------- | ----------- | ------- |
| Oro     | Noor Vidts    | Belgio      | 4773 p. |
| Argento | Saga Vanninen | Finlandia   | 4677 p. |
| Bronzo  | Sofie Dokter  | Paesi Bassi | 4571 p. |

## Situazione pre-gara

### Record
Prima di questa competizione, il record del mondo e il record dei campionati erano i seguenti.
| Record                | Prestazione | Atleta                      | Data e luogo                   | Competizione                    |
| --------------------- | ----------- | --------------------------- | ------------------------------ | ------------------------------- |
| Record mondiale       | 5055 p.     | Nafissatou Thiam Belgio     | 3 marzo 2023 Istanbul, Turchia | Campionati europei indoor 2023  |
| Record dei campionati | 5013 p.     | Natalija Dobryns'ka Ucraina | 9 marzo 2012 Istanbul, Turchia | Campionati mondiali indoor 2012 |

### Campionesse in carica
La campionessa mondiale indoor in carica era:
| Campionessa     | Atleta            | Prestazione | Data e luogo                   | Competizione                     |
| --------------- | ----------------- | ----------- | ------------------------------ | -------------------------------- |
| Mondiale indoor | Noor Vidts Belgio | 4929 p.     | 18 marzo 2022 Belgrado, Serbia | Campionati del mondo indoor 2022 |

### La stagione
Prima di questa gara, le atlete con le migliori tre prestazioni dell'anno erano:
| Pos. | Atleta                   | Prestazione | Data e luogo                           |
| ---- | ------------------------ | ----------- | -------------------------------------- |
| 1    | María Vicente Spagna     | 4728 p.     | 28 gennaio 2024 Aubière, Francia       |
| 2    | Szabina Szűcs Ungheria   | 4588 p.     | 11 febbraio 2024 Budapest, Ungheria    |
| 3    | Sofie Dokter Paesi Bassi | 4553 p.     | 4 febbraio 2024 Apeldoorn, Paesi Bassi |

## Risultati

### 60 metri ostacoli
La gara dei 60 metri ostacoli è iniziata alle ore 10:05.
| Pos | Batteria | Corsia | Atleta          | Nazionalità   | Tempo | Punti | Note                                     |
| --- | -------- | ------ | --------------- | ------------- | ----- | ----- | ---------------------------------------- |
| 1   | 2        | 1      | Maria Vicente   | Spagna        | 8"07  | 1113  |                                          |
| 2   | 1        | 1      | Chari Hawkins   | Stati Uniti   | 8"16  | 1093  | Miglior prestazione personale            |
| 3   | 2        | 2      | Abigail Pawlett | Gran Bretagna | 8"25  | 1073  |                                          |
| 4   | 2        | 3      | Noor Vidts      | Belgio        | 8"27  | 1068  |                                          |
| 5   | 2        | 4      | Sveva Gerevini  | Italia        | 8"28  | 1066  |                                          |
| 6   | 2        | 5      | Sofie Dokter    | Paesi Bassi   | 8"29  | 1064  | Miglior prestazione personale            |
| 7   | 1        | 2      | Saga Vanninen   | Finlandia     | 8"33  | 1055  | Miglior prestazione personale stagionale |
| 8   | 1        | 3      | Verena Mayr     | Austria       | 8"47  | 1024  | Miglior prestazione personale stagionale |
| 9   | 2        | 6      | Jana Koščak     | Croazia       | 8"51  | 1015  |                                          |
| 10  | 1        | 4      | Julija Loban    | Ucraina       | 8"54  | 1008  |                                          |
| 11  | 1        | 5      | Szabina Szűcs   | Ungheria      | 8"65  | 984   |                                          |
| 12  | 1        | 6      | Bianca Salming  | Svezia        | 8"95  | 920   |                                          |

### Salto in alto
La gara del salto in alto è iniziata alle ore 10:55.
| Pos | Atleta          | Nazionalità   | 1,64 | 1,67 | 1,70 | 1,73 | 1,76 | 1,79 | 1,82 | 1,85 | Risultato | Punti | Note                                     | Totale |
| --- | --------------- | ------------- | ---- | ---- | ---- | ---- | ---- | ---- | ---- | ---- | --------- | ----- | ---------------------------------------- | ------ |
| 1   | Bianca Salming  | Svezia        | -    | -    | o    | o    | o    | o    | o    | xxx  | 1,82 m    | 1003  |                                          | 1923   |
| 2   | Noor Vidts      | Belgio        | -    | -    | o    | o    | o    | o    | xxx  |      | 1,79 m    | 966   | Miglior prestazione personale stagionale | 2034   |
| 3   | Saga Vanninen   | Finlandia     | o    | o    | xo   | o    | xo   | o    | xxx  |      | 1,79 m    | 966   | Miglior prestazione personale stagionale | 2021   |
| 4   | Chari Hawkins   | Stati Uniti   | -    | -    | o    | o    | o    | xxx  |      |      | 1,76 m    | 928   | Miglior prestazione personale stagionale | 2021   |
| 4   | Sofie Dokter    | Paesi Bassi   | -    | -    | o    | o    | o    | xxx  |      |      | 1,76 m    | 928   |                                          | 1992   |
| 6   | Sveva Gerevini  | Italia        | xo   | o    | o    | xxo  | o    | xxx  |      |      | 1,76 m    | 928   | =                                        | 1994   |
| 7   | Julija Loban    | Ucraina       | o    | o    | o    | o    | xo   | xxx  |      |      | 1,76 m    | 928   | =                                        | 1936   |
| 8   | Verena Mayr     | Austria       | o    | o    | o    | xo   | xxo  | xxx  |      |      | 1,76 m    | 928   | Miglior prestazione personale stagionale | 1952   |
| 9   | María Vicente   | Spagna        | -    | o    | o    | xr   |      |      |      |      | 1,70 m    | 855   |                                          | 1968   |
| 10  | Abigail Pawlett | Gran Bretagna | o    | o    | xxo  | xxx  |      |      |      |      | 1,70 m    | 855   |                                          | 1928   |
| 11  | Szabina Szűcs   | Ungheria      | xo   | -    | xxx  |      |      |      |      |      | 1,64 m    | 783   |                                          | 1767   |
| -   | Jana Koščak     | Croazia       |      |      |      |      |      |      |      |      | dns       | 0     |                                          | dnf    |

### Getto del peso
La gara del getto del peso è iniziata alle ore 13:15.
| Pos | Atleta          | Nazionalità   | 1ª prova | 2ª prova | 3ª prova | Risultato | Punti | Note | Totale                                   |
| --- | --------------- | ------------- | -------- | -------- | -------- | --------- | ----- | ---- | ---------------------------------------- |
| 1   | Saga Vanninen   | Finlandia     | x        | 14,91 m  | 15"01 m  | 15"01 m   | 862   | 2883 | Miglior prestazione personale stagionale |
| 2   | Noor Vidts      | Belgio        | 14,26 m  | 14,25 m  | 13,57 m  | 14,26 m   | 811   | 2843 | Miglior prestazione personale stagionale |
| 3   | Bianca Salming  | Svezia        | 13,60 m  | 13,88 m  | 13,93 m  | 13,93 m   | 789   | 2712 |                                          |
| 4   | Julija Loban    | Ucraina       | 13,90 m  | x        | 13,32 m  | 13,90 m   | 787   | 2723 |                                          |
| 5   | Verena Mayr     | Austria       | 13,10 m  | 13,69 m  | 13,83 m  | 13,83 m   | 783   | 2735 |                                          |
| 6   | Chari Hawkins   | Stati Uniti   | 13,20 m  | 12,82 m  | 13,37 m  | 13,37 m   | 752   | 2773 | Miglior prestazione personale stagionale |
| 7   | Sofie Dokter    | Paesi Bassi   | 13,04 m  | 12,66 m  | 12,58 m  | 13,04 m   | 730   | 2722 |                                          |
| 8   | Abigail Pawlett | Gran Bretagna | 12,29 m  | 12,90 m  | 12,95 m  | 12,95 m   | 724   | 2652 |                                          |
| 9   | Sveva Gerevini  | Italia        | 12,50 m  | 12,58 m  | 12,34 m  | 12,58 m   | 700   | 2694 | Miglior prestazione personale stagionale |
| 10  | Szabina Szűcs   | Ungheria      | 11,91 m  | 12,25 m  | 11,77 m  | 12,25 m   | 678   | 2445 |                                          |
| -   | Jana Koščak     | Croazia       |          |          |          | dns       | dns   | dnf  |                                          |
| -   | María Vicente   | Spagna        |          |          |          | dns       | dns   | dnf  |                                          |

### Salto in lungo
La gara del salto in lungo è iniziata alle ore 19:15.
| Pos | Atleta          | Nazionalità   | 1ª prova | 2ª prova | 3ª prova | Risultato | Punti | Note                                     | Totale |
| --- | --------------- | ------------- | -------- | -------- | -------- | --------- | ----- | ---------------------------------------- | ------ |
| 1   | Noor Vidts      | Belgio        | 6,20 m   | 6,40 m   | 6,50 m   | 6,50 m    | 1007  | Miglior prestazione personale stagionale | 3852   |
| 2   | Saga Vanninen   | Finlandia     | 6,19 m   | x        | 6,41 m   | 6,41 m    | 978   | Miglior prestazione personale stagionale | 3861   |
| 3   | Sveva Gerevini  | Italia        | 6,26 m   | 6,10 m   | 5,98 m   | 6,26 m    | 930   | Miglior prestazione personale stagionale | 3624   |
| 4   | Sofie Dokter    | Paesi Bassi   | 6,20 m   | x        | x        | 6,20 m    | 912   |                                          | 3634   |
| 5   | Abigail Pawlett | Gran Bretagna | 6,11 m   | x        | x        | 6,11 m    | 883   |                                          | 3535   |
| 6   | Szabina Szűcs   | Ungheria      | 6,06 m   | r        |          | 6,06 m    | 868   |                                          | 3313   |
| 7   | Julija Loban    | Ucraina       | 5,72 m   | 5,66 m   | 6,04 m   | 6,04 m    | 862   |                                          | 3585   |
| 8   | Chari Hawkins   | Stati Uniti   | 5,53 m   | 5,99 m   | 5,95 m   | 5,99 m    | 846   | Miglior prestazione personale stagionale | 3619   |
| 9   | Verena Mayr     | Austria       | 5,79 m   | 5,93 m   | 5,58 m   | 5,93 m    | 828   |                                          | 3563   |
| 10  | Bianca Salming  | Svezia        | x        | 5,65 m   | x        | 5,65 m    | 744   |                                          | 3456   |
| -   | Maria Vicente   | Spagna        |          |          |          | dns       | dns   |                                          | dnf    |
| -   | Jana Koščak     | Croazia       |          |          |          | dns       | dns   |                                          | dnf    |

### 800 metri piani
La gara degli 800 metri piani è iniziata alle ore 21:30.
| Pos | Atleta          | Nazionalità   | Tempo   | Punti | Note                                     | Totale |
| --- | --------------- | ------------- | ------- | ----- | ---------------------------------------- | ------ |
| 1   | Sofie Dokter    | Paesi Bassi   | 2'11"89 | 937   | Miglior prestazione personale            | 4571   |
| 2   | Sveva Gerevini  | Italia        | 2'12"07 | 935   | Miglior prestazione personale stagionale | 4559   |
| 3   | Noor Vidts      | Belgio        | 2'12"99 | 921   | Miglior prestazione personale stagionale | 4773   |
| 4   | Szabina Szűcs   | Ungheria      | 2'14"05 | 906   |                                          | 4219   |
| 5   | Verena Mayr     | Austria       | 2'14"31 | 903   |                                          | 4466   |
| 6   | Bianca Salming  | Svezia        | 2'17"28 | 861   |                                          | 4317   |
| 7   | Julija Loban    | Ucraina       | 2'20"51 | 817   |                                          | 4402   |
| 8   | Saga Vanninen   | Finlandia     | 2'20"54 | 816   | Miglior prestazione personale            | 4677   |
| 9   | Chari Hawkins   | Stati Uniti   | 2'24"08 | 769   | Miglior prestazione personale stagionale | 4388   |
| 10  | Abigail Pawlett | Gran Bretagna | 2'25"34 | 752   |                                          | 4287   |
| -   | Maria Vicente   | Spagna        | dns     | dns   |                                          | dnf    |
| -   | Jana Koščak     | Croazia       | dns     | dns   |                                          | dnf    |

### Riepilogo
Riepilogo delle cinque gare e classifica finale.
| Pos     | Atleta          | Nazionalità   | 60 m hs   | Alto        | Peso        | Lungo       | 800 m       | Punti   | Note                                     |
| ------- | --------------- | ------------- | --------- | ----------- | ----------- | ----------- | ----------- | ------- | ---------------------------------------- |
| Oro     | Noor Vidts      | Belgio        | 8"27 1068 | 1,79 m 966  | 14,26 m 811 | 6,50 m 1007 | 2'12"99 921 | 4773 p. | Miglior prestazione mondiale stagionale  |
| Argento | Saga Vanninen   | Finlandia     | 8"33 1055 | 1,79 m 966  | 15,01 m 862 | 6,41 m 978  | 2'20"54 816 | 4677 p. | Record nazionale                         |
| Bronzo  | Sofie Dokter    | Paesi Bassi   | 8"29 1064 | 1,76 m 928  | 13,04 m 730 | 6,20 m 912  | 2'11"89 937 | 4571 p. | Miglior prestazione personale stagionale |
| 4       | Sveva Gerevini  | Italia        | 8"28 1066 | 1,76 m 928  | 12,58 m 700 | 6,26 m 930  | 2'12"07 935 | 4559 p. | Record nazionale                         |
| 5       | Verena Mayr     | Austria       | 8"47 1024 | 1,76 m 928  | 13,83 m 783 | 5,93 m 828  | 2'14"31 903 | 4466 p. |                                          |
| 6       | Julija Loban    | Ucraina       | 8"54 1008 | 1,76 m 928  | 13,90 m 787 | 6,04 m 862  | 2'20"51 817 | 4402 p. |                                          |
| 7       | Chari Hawkins   | Stati Uniti   | 8"16 1093 | 1,76 m 928  | 13,37 m 752 | 5,99 m 846  | 2'24"08 769 | 4388 p. | Miglior prestazione personale stagionale |
| 8       | Bianca Salming  | Svezia        | 8"95 920  | 1,82 m 1003 | 13,93 m 789 | 5,65 m 744  | 2'17"28 861 | 4317 p. |                                          |
| 9       | Abigail Pawlett | Gran Bretagna | 8"25 1073 | 1,70 m 855  | 12,95 m 724 | 6,11 m 883  | 2'25"34 752 | 4287 p. |                                          |
| 10      | Szabina Szűcs   | Ungheria      | 8"65 984  | 1,64 m 783  | 12,25 m 678 | 6,06 m 868  | 2'14"05 906 | 4219 p. |                                          |
| -       | Maria Vicente   | Spagna        | 8"07 1113 | 1,70 m 855  | dns         |             |             | dnf     |                                          |
| -       | Jana Koščak     | Croazia       | 8"51 1015 | dnf         |             |             |             | dnf     |                                          |